# Francis Low
Francis Eugene Low (Nova Iorque, 27 de outubro de 1921 — Haverford, 16 de fevereiro de 2007) foi um físico estadunidense. Foi professor do Instituto de Tecnologia de Massachusetts.

## Obras
- Classical Field Theory: Electromagnetism and Gravitation. John Wiley & Sons, 1997.